# Habrodesmus frater
Habrodesmus frater är en mångfotingart som beskrevs av Chamberlin 1955. Habrodesmus frater ingår i släktet Habrodesmus och familjen orangeridubbelfotingar. Inga underarter finns listade i Catalogue of Life.